# Etinosa Idemudia
Etinosa Idemudia ist eine nigerianische Schauspielerin, Influencerin und Filmemacherin. Sie ist bekannt für ihre Rolle als Akugbe in der Serie Blood of Enogie der nigerianischen Filmgesellschaft ROK Studios (Lagos). Für ihre Rolle erhielt sie die Auszeichnung Best Actress in a TV Series, bei den Hollywood and African Prestigious Awards. Sie ist auch bekannt für ihre Online-Comedysketche, die sie auf ihrem Instagram-Kanal veröffentlicht. Darin treten zahlreiche Nollywood-Schauspieler wie Daniel K Daniel auf. Außerdem ist sie bekannt für ihre Rolle als „Amanda“ in der Sitcom Chairman und ihre erste Filmproduktion The Washerman.

## Leben

### Jugend und Ausbildung
Etinosa wurde in Warri, Delta State, geboren. Ihre Eltern waren Sylvester Idemudia, ein Group General Manager der Greenfield Refineries (NNPC Group) und Patricia Idemudia eine Reverend (Pastorin) und Gründerin der Victory Group of Schools. Etinosa begann ihre Grundschulbildung an der Victory International School in Warri und setzte die Schulausbildung an der Cambridge International School in Warri und am Igbinedion Education Centre in Benin, Bundesstaat Edo, fort.
2011 erwarb sie einen Bachelor in Computer Engineering an der Covenant University Nach ihrem Abschluss begann Etinosa zunächst als Planning Engineer bei Delattre Bezons Nigeria zu arbeiten, einer Tochterfirma von Entrepose Contracting.
Sie arbeitete als Planning Engineer für Öl- und Gas-Anlagen bis 2016, als sie Vollzeit in die Schauspielerei wechselte. Sie besuchte die Royal Arts Academy von Emem Isong, wo sie 2016 ein Diplom in Performing Arts erwarb.
Innerhalb kurzer Zeit hatte sie Auftritte in verschiedenen Filmen und Fernsehproduktionen: Made for More, The Miracle Centre, Wrongfully hers, Devil in Agbada, Blindspot, Stacy, The Call und The Millions.

### Karriere
Bereits 2013 entdeckte sie Instagram-Videos für sich und begann Sketche zu produzieren, welche sie in den sozialen Medien veröffentlichte. Die Sketche erlebten begeisterte Kritiken und brachten ihre einigen Erfolg in der nigerianischen Unterhaltungsindustrie. Sie gewann sogar den Preis für den Best Online Comic Act bei den Scream Awards 2016.
2016 besuchte sie dann die Royal Arts Academy in Lagos und gab ihren Ingenieursjob für die Schauspielerei auf.
Ihre erste Filmrolle war ein kleiner Auftritt in A Little White Lie von Emem-Isong. Seitdem ist sie in zahlreichen Nollywood-Filmen und Fernsehserien wie Devil in Agbada, Blood of Enogie, The Call, Chairman, Corpershun und Love in the Wrong Places aufgetreten. 2017 gewann sie den Preis als Beste Schauspielerin bei dem 48 Hours Film Project für ihre Darstellung in dem Kurzfilm Scheme.
2018 produzierte sie ihren ersten Langfilm, The Washerman, in welchem mehrere bekannte nigerianische Entertainer und Nollywood-Schauspieler wie Sound Sultan, IK Ogbonna, Mofe Duncan, Chris Okagbue, Jaywon, Sani Danja, Bryan Okwara, Frank Donga, Judith Audu, Sexy Steel, Stephen Damian, Mercy Isoyip und Etinosa selbst auftreten. Schon die Veröffentlichung des Trailers sorgte im Sommer 2018 für große Neugier.
2021 gewann sie den Preis als beste Schauspielerin in einer afrikanischen Fernseh-Serie bei den Hollywood and African Prestigious Awards in Kalifornien, Vereinigte Staaten.

### Content creation
Als Content Creator hat Etinosa für das führende nigerianische Telekommunikationsunternehmen MTN auf deren MTN Comedy Plus platform Inhalte erstellt und abreitet auch als Markenbotschafterin für MUVng, einem Vehicle for Hire-Unternehmen in Benin, Nigeria.
Im April 2020 während des COVID-19-Lockdowns in Nigeria begann Etinosa einen wöchentlichen Online-Talent-Wettbewerb auf ihren Sozialen-Medien-Plattformen für vielversprechende Talente zu produzieren.

## Familie
Im Dezember 2020 brachte Etinosa ihr erstes Kind zur Welt. Im September 2021 verlor sie ihren Vater nach einer schweren Krankheit. Sie veröffentlichte einen emotionalen Nachruf und beschrieb, dass sein Tod der schlimmste Schmerz gewesen sei, den sie jemals erfahren habe.

## Auszeichnungen
- 2016 Scream Awards[16]: Best Online Comic Act
- 2016 48 Hours Film Project[2]: Best Actress
- 2021 Hollywood and African Prestigious Awards[1]: Best Actress in a TV series (Africa)

## Filmographie
| Jahr | Titel                    | Regisseur        | Anmerkungen                                    |
| ---- | ------------------------ | ---------------- | ---------------------------------------------- |
| 2015 | Losing Control           | Ikechukwu Onyeka | TV-Serie mit Joseph Benjamin                   |
| 2016 | A little White Lie       | John Njamah      | Produziert von Emem Isong                      |
| 2016 | Ajuwaya                  | Tolu Tanner      | Produziert von Lord Tanner & Company           |
| 2016 | Alter Ego                | Moses Inwang     | Produziert von Esther Eyibio                   |
| 2016 | Adventures of Etinosa    | Daniel David     | Web-Serie, ausgestrahlt über Pulse TV Network  |
| 2016 | Losing Control           | Ikechukwu Onyeka | TV-Drama, Royal Arts Network                   |
| 2017 | Stormy Hearts            | Tope Alake       | Produziert von Judith Audu                     |
| 2017 | Mentally                 | James Abinibi    |                                                |
| 2017 | Corpershun               | Tunde Olaoye     | Serie von Accelerate TV Network                |
| 2018 | Chairman                 | Imoh Umoren      | TV-Serie von Bola Ola Media                    |
| 2018 | The Washerman            | Charles Uwagbai  | Produziert von Etinosa Idemudia                |
| 2019 | The Call                 | James Abinibi    | Produziert von Woli Arole                      |
| 2019 | Gold Statue              | Tade Ogidan      | Produziert von Tade Ogidan                     |
| 2020 | The Miracle Centre       | Niyi Towolawi    | Produziert von Kherut films                    |
| 2021 | Charlie Charlie          | Charles Uwagbai  | Produziert von Creative Unit Studios           |
| 2021 | Devil In Agbada          | Umanu Elijah     | mit Desmond Elliot, Akin Lewis, Erica Nlewedim |
| 2021 | Blood of Enogie          | Charles Uwagbai  | TV-Serie von ROK                               |
| 2021 | Progressive Tailors club | Biodun Stephens  | Produziert von Anthill Studios                 |
| 2022 | The Wildflower           | Biodun Stephen   | Film nach dem Buch von Niyi Akinmolayan        |
| 2022 | Celebrity Crash          | Charles Uwagbai  | ROK Studios                                    |
| 2022 | Love and Family          | Collins Aharanwa | ROK Studios                                    |